# Tamago kake gohan

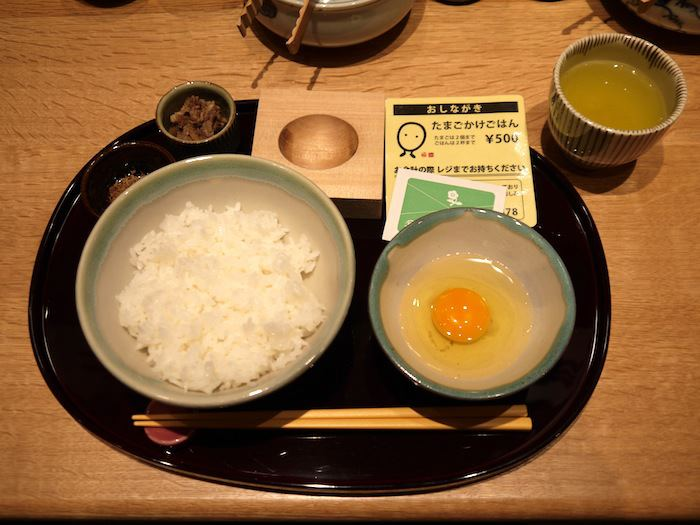
Tamago kake gohan

Tamago kake gohan (jap. 卵かけご飯, dt. „Ei über Reis“) ist ein beliebtes japanisches Frühstücksgericht. Für die Zubereitung werden auf gekochten Reis rohe Eier und Sojasoße gegossen. Andere Bezeichnungen für das Gericht sind Tamago kakekake gohan (卵かけかけご飯), Tamago bukkake gohan (卵ぶっかけご飯), dt. „mit Ei überschütteter Reis“ oder auch einfach Tamago gohan (卵ご飯) und Tamago kake (卵かけ).